# Algirdas Brazauskas
Algirdas Mykolas Brazauskas (pronunție în lituaniană [ˈɐ̂ˑlʲɡʲɪrdɐs ˈmʲîːkoːɫɐs brɐˈzɐ̂ˑʊskɐs] ⓘ, n. 22 septembrie 1932, Rokiškis⁠(d), Rokiškis⁠(d), Lituania – d. 26 iunie 2010, Vilnius, Lituania) a fost primul președinte (al patrulea în general) al Lituaniei post-sovietice după ce și-a restabilit independența, din 1993 până în 1998, și prim-ministru din 2001 până în 2006, ca reprezentant al Partidului Laburist din Lituania.
De asemenea, a fost Secretar General al CC al Partidului Comunist din Lituania în momentul în care a rupt legăturile cu Moscova.
Brazauskas a fost o figură cheie în obținerea independența Lituaniei față de Uniunea Sovietică în 1991.

## Biografie
Familia sa își are originea din secolul al XVIII-lea, în satul Mikailiškii (acum districtul Radviliškis).
Brazauskas s-a născut în Rokiškis, Lituania. Părinții săi au fost Kazimieras Brazauskas (1906 – 1997) și Sofija Perezilevičiūtė-Brazauskienė (1904 – 1979). A terminat Liceul Kaišiadorys din județul Kaunas în 1952 și a absolvit Institutul Politehnic din Kaunas în 1956 cu o diplomă în inginerie civilă, pecialitatea inginer hidrotehnic. Între 1958 – 1962,  a participat la construcția hidrocentralei din Kaunas. În 1965 a fost numit ministru al industriei materialelor de construcții.  În 1967 a început să lucreze ca vicepreședinte al Comitetului de Stat de Planificare, iar în 1977 a devenit secretarul Comitetului Central al biroului LKP al Partidului Comunist Lituanian. În anii 1990, a fost secretarul Comitetului Central al Partidului Comunist Lituanian pentru probleme industriale și a fost responsabil pentru problemele energetice.  În 1967, Brazauskas a început să lucreze în Comitetul guvernamental de planificare, ca asistent al șefului de comisie. În 1974, Brazauskas și-a luat doctoratul în economie la Universitatea Tehnică Vilnius Gediminas (VILNIUS TECH), a studiat la universitățile umanitare din Kiev (Ucraina) și Minsk.
După ce și-a început cariera de tânăr specialist, Algirdas Brazauskas a urcat rapid în ierarhia Partidului Comunist și în 1988, la vârsta de 56 de ani, a devenit cel mai înalt activist al Lituaniei ocupate de sovietici - Primul Secretar al Comitetul Central al Partidului Comunist din Lituania. A deținut această funcție până la declararea independenței din 11 martie 1990 (în lituaniană Lietuvos Nepriklausomybės Aktas).
În 2001 a primit un doctorat onorific de la Universitatea de Tehnologie din Kaunas.

## Carieră politică
El a ocupat diverse poziții în guvernul RSS Lituaniene și în Partidul Comunist din Lituania din 1965:
- 1965–1967, ministrul industriei materialelor de construcție al RSS Lituaniană
- 1967–1977, vicepreședinte al Comitetului de Stat de Planificare al RSS Lituaniană
- 1977–1987, secretar al Comitetului Central al Partidului Comunist din Lituania.[15]

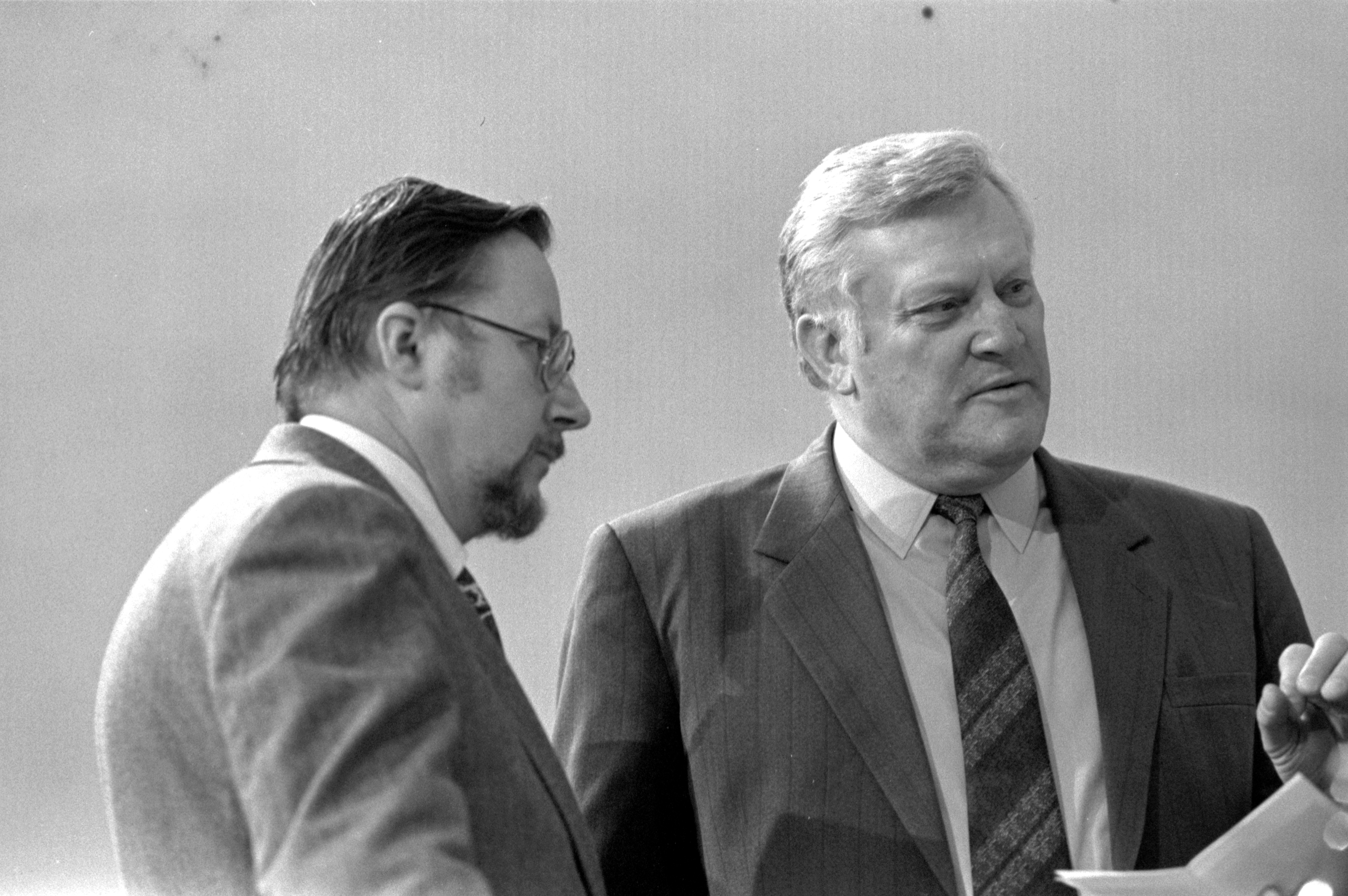
Vytautas Landsbergis și Algirdas Brazauskas în martie 1990

În anii 1980, s-a transformat dintr-un apparatcik al Partidului Comunist într-un reformator moderat. Brazauskas a fost văzut ca fiind precaut din fire și, atunci când s-a confruntat cu valul de sentimente naționaliste din Uniunea Sovietică, el a crezut inițial că URSS ar putea fi reconstituită ca o federație mai liberă de state independente, dar comuniste. Văzând valul unei democrații independente, el s-a alăturat cauzei reformiste, observând în 1990 că „suntem realiști acum și nu putem propaga nicio idee utopică. Nu este un secret [că] Partidul Comunist are o istorie murdară”.
În 1988, a devenit primul secretar al Partidului Comunist din Lituania. Sub conducerea sa, majoritatea Partidului Comunist din Lituania a susținut mișcarea de independență a Lituaniei, s-a desprins de Partidul Comunist al Uniunii Sovietice și s-a transformat în Partidul Democrat Laburist Lituanian (Lietuvos demokratinė darbo partija, acum fuzionat în Partidul Social Democrat Lituanian). Brazauskas a fost președinte al Prezidiului Sovietului Suprem (șeful statului) de la 15 ianuarie până la 11 martie 1990. 
Deși a încercat să evite o ruptură cu Moscova în 1989, în calitate de conducător al Partidului Comunist din Lituania, a rupt oficial legăturile partidului cu Moscova. Acest lucru a fost rar, deoarece nicio altă organizație locală a Partidului Comunist din fosta Uniune Sovietică nu a îndrăznit să facă acest pas. Unii istorici și jurnaliști au sugerat mai târziu că acest act a fost cel mai timpuriu indiciu sigur al inevitabilității dispariției Uniunii Sovietice.
După alegerile parlamentare din 1992, a devenit președinte al parlamentului și președinte interimar al Lituaniei la 25 noiembrie 1992. Apoi a câștigat alegerile prezidențiale cu 60% din voturi și a fost confirmat ca președinte la 25 februarie 1993. Și-a suspendat imediat calitatea de membru al Partidului Democrat Laburist; Constituția nu permite președintelui să fie membru oficial al unui partid politic în timpul mandatului său. El a decis să nu solicite realegerea sa și a predat președinția succesorului său, Valdas Adamkus, la 25 februarie 1998.

## Viață personală
În tinerețe, Algirdas Brazauskas a făcut sport, a navigat ulterior. A fost membru de onoare numărul 3 al Uniunii Marinarilor Lituanieni (Lietuvos buriuotojų sąjunga). Numele de membru de onoare a fost acordat la 4 iunie 2005 pentru popularizarea navigației.
A fost un vânător pasionat care a avut o colecție imensă de cuțite de vânătoare. Brazauskas a fost președinte de onoare al Societății Lituaniene a Vânătorilor și Pescarilor.
A jucat atletism. A avut activități ca aruncarea discului și aruncarea ciocanului. În 1956, a fost membru al echipei naționale de atletism a Lituaniei.  În 1958 împreună cu Jurgis Vilem a devenit campionul lituanian la navigație la clasa star.

### Familie
A divorțat de prima sa soție, Julia (1933 - 2011), cu care a avut două fiice gemene  (născute în 1959 ): Audronė Usonienė, medic, și Laima Mertinienė, cercetător în artă. S-a căsătorit cu Kristina Brazauskiene în 2002.
Fratele său Gerardas Brazauskas (n. 1935 ) este șeful reprezentanței concernului suedez EUROC AB (materiale de construcție) în Lituania.

## Pensionare
Brazauskas a spus că plănuiește să se retragă din politică și că vrea să fie „un pensionar obișnuit”. În primii doi ani de pensionare, a scris o carte, deși a rămas incompletă. El a spus că va continua să o scrie după a doua sa perioadă la guvernare. Brazauskas a mai spus că va termina „treburile casnice” și că îi place munca fizică. El a adăugat că „nu am moșii, dar proprietatea pe care o dețin trebuie pusă în ordine”. Brazauskas a vrut să trăiască „în modul în care trăiesc alți oameni”.

### Întoarcerea la politică
Ulterior, s-a întors la politică spunând că „a avut întotdeauna ceva de făcut în viață”. De data aceasta a fost prim-ministru din 3 iulie 2001, numit de parlament, până la 1 iunie 2006, când guvernul său a demisionat când președintele în funcție Valdas Adamkus și-a exprimat neîncrederea în doi dintre miniștri, foști colegi în Partidul Laburist cu Brazauskas, pe principii etice.
Guvernul său a demisionat la 31 mai 2006, după ce marele Partid Laburist a părăsit coaliția de guvernare. Brazauskas a decis să nu rămână în funcție ca prim-ministru interimar și a anunțat că se retrage în sfârșit din politică. El a spus „Am încercat să fiu pensionar de câțiva ani și cred că am avut succes. Sper în succes și de această dată.”
El a condus Partidul Social Democrat din Lituania pentru încă un an, până la 18 mai 2007, când i-a predat conducerea lui Gediminas Kirkilas. A servit ca președinte de onoare al partidului și a rămas o voce influentă în politica partidului.

## Onoruri
Algirdas Brazauskas a fost onorat cu diferite decorații, printre care Ordinul lui Vytautas cel Mare cu Lanțul de Aur, Ordinul Marea Cruce al lui Vytautas cel Mare. Cu câteva zile înainte de moartea sa, președintele rus Dmitri Medvedev i-a acordat lui Brazauskas Ordinul de Onoare pentru contribuția sa semnificativă la cooperarea dintre Rusia și Lituania și relațiile de bună vecinătate. Brazauskas a fost și membru de onoare al Fundației Internaționale Raoul Wallenberg.
Algirdas Brazauskas a primit multe distincții și ordine, ca de exemplu Kawaler Orderu Orła Białego de la Aleksander Kwaśniewski (la 28 februarie 1996, Ordinul Revoluția din Octombrie (la 2 august 1985); Ordinul Trei Stele, clasa I Guntis Ulmanis (la 24 aprilie 1996), Legiunea de Onoare în grad de Mare Cruce, Vytauto Didžiojo ordino Didysis kryžius (la 26 februarie 1998), Ordinul Cneazul Iaroslav cel Înțelept, clasa I (în 1998), Ordinul de Merit al Republicii Italiene în grad de Cavaler Mare Cruce cu Colan (la 20 mai 1997), Ordinul Trandafirul Alb în grad de mare cruce, Ordinul Elefantului la 9 octombrie 1996, Ordinul Mântuitorului în grad de Mare Cruce, Crucea Terra Mariana cu colan (la 12 august 1997), Ordinul Norvegian Regal de Merit în grad de Mare Cruce, Ordinul Regal al Serafimului (la 20 noiembrie 1995), Ordinul Liberatorului General San Martín, Marea Cruce a Ordinului Infantului Henric (2003, Portugalia), Ordinul Steaua Albă al Estoniei, clasa I (la 30 septembrie 2004), Ordinul Prințul Henric în grad de mare cruce (la 29 mai 2003), Steaua mileniului Lituaniei (2009) și multe altele.

## Boală și deces

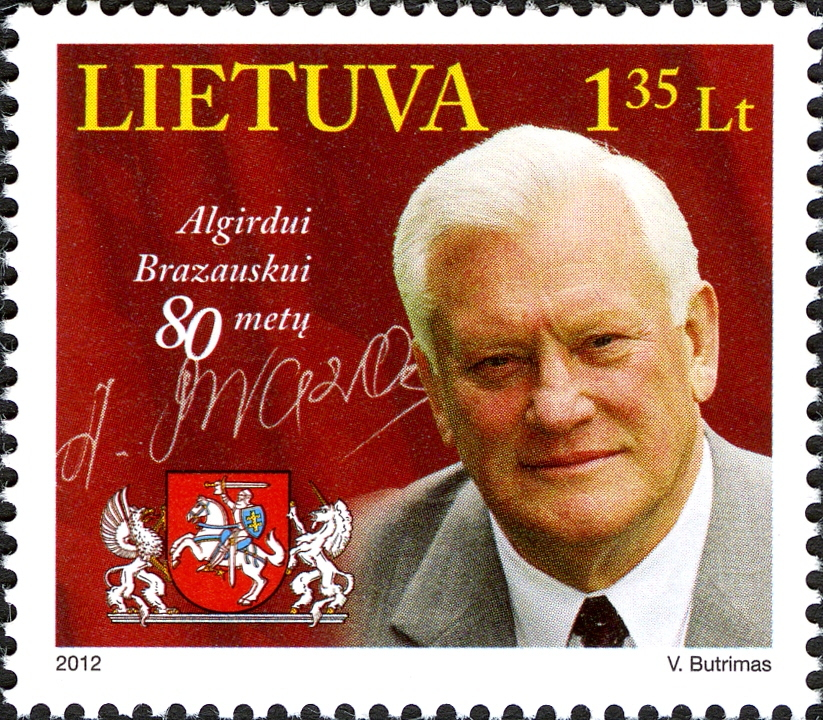
Timbru poștal comemorativ lituanian (2012)

Brazauskas a fost diagnosticat cu cancer limfatic în decembrie 2008. A murit la 26 iunie 2010 de cancer, la vârsta de 78 de ani. În momentul morții sale, el era încă considerat o figură influentă în politica lituaniană.
După moartea sa, necrologurile au scris despre acesta că a avut „un cadru care se potrivea cu statura lui neobosită și o prezență calmă, dar stăpânitoare, care ar putea umple orice scenă”. Succesorul său ca președinte, Valdas Adamkus, a spus că Brazauskas „a îndrăznit să decidă ce parte să aleagă într-un moment critic”.
Președinta Lituaniei Dalia Grybauskaitė a declarat: „Memoria primului președinte ales direct al Lituaniei după ce și-a restabilit independența, cu o personalitate puternică și carismatică, va rămâne mult timp în inimile poporului lituanian”.

## Moștenire
În 2000 Liceul nr. 1, de pe strada Gedimino, nr. 65 din Kaišiadorių, a primit numele lui Algirdas Brazauskas. Este liceuzl în care Brazauskas a studiat în tinerețe.
La 24 septembrie 2010, a fost dezvelită o placă memorială în localitatea Rokišky, pe strada Laisvės, nr. 7, casa în care s-a născut Algirdas Mykolas Brazauskas.
În 2011, la 14 februarie, în Vilnius, a fost dezvelită  o placă memorială la sediul central al Partidului Social Democrat Lituanian (Str.Barboros Radvilaitės, nr. 1). De asemenea, în 2011, la 2 iulie, Casa-Muzeu Brazauskai a fost deschisă în Kaišiadorys.
La 26 iunie 2011, un monument comandat de Ministerul Culturii di Lituania a fost dezvelit pe mormântul lui Algirdas Brazauskas din cimitirul Antakalnis din Vilnius.
În 2014, cea mai mare hidrocentrală (din Kaunas) care utilizează resurse de energie regenerabilă din Lituania a primit numele lui Algirdas Brazauskas, pe teritoriul acesteia a fost dezvelită o placă comemorativă.
În 2015, Algirdas Brazauskas a primit titlul de cetățean de onoare al orașului Vilnius.

## Lucrări scrise
Cărți scrise și/sau despre Algirdas Brazauskas:
- 1988: Стратегия развития строительного комплекса на примере Литовской ССР (cu sensul de Strategia de dezvoltare a unui complex de clădiri după exemplul RSS Lituaniană) (coautor: V. Matulaitis). Editura: „Стройиздат“. ISBN 5-274-00636-1 (în limba rusă).
- 1990: Interviu Lietuvos radijui (cu sensul de Interviu pentru Radio Lituania): 1989.01.14-1989.11.24 (coautori: Benediktas Rupeika, Edvinas Butkus, Algimantas Budrys), Editura: LKP CK leidykla. ISBN 5-89942-034-0;
- 1992: Lietuviškos skyrybos (cu sensul de Divorțul lituanian). OCLC 28928713 (în limba lituaniană), OCLC 31985579 (în limba rusă, în 1993, „Развод по-литовски“), OCLC 37347470 (în limba germană, în 1993, „Scheidung vom Kreml“)
- În 1998 editura „Baltųjų lankų“ a publicat cartea-album  „Algirdas Brazauskas – Lietuvos Respublikos Prezidentas“ (cu sensul de Algirdas Brazauskas – Președintele Republicii Lituania) - care a fost pregătită de  G. Ilgūnas (ISBN 9986-861-32-2).
- 2000: Penkeri Prezidento metai. (Cinci ani de președinție)  ISBN 9986-943-65-5 (în limba lituaniană); ISBN 5-88834-036-0 (în limba rusă, în 2003, „Пять лет президента“).
- 2004: Apsisprendimas: 1988–1991. (Autodeterminare: 1988–1991) Editura „Vaga“. ISBN 5-415-01725-9; ISBN 5-415-01756-9 (angliškai, „Self-determination: 1988–1991“);
- 2004: Lietuvos galia: atlikti darbai ir mintys apie ateitį. (Puterea Lituaniei: muncă făcută și gânduri despre viitor) „Šviesa“. ISBN 5-430-03996-9;
- 2007: Ir tuomet dirbome Lietuvai (Și apoi am lucrat pentru Lituania). Editura „Knygiai“. ISBN 978-9955-443-35-3
- 2009: Algirdas Brazauskas. "Versus Aureus". ISBN: 9789955342106. (autor: Gediminas Ilgūnas)
- 2013: Žmogus laiko taikinyje. Algirdas Brazauskas draugų ir oponentų akimis (Algirdas Brazauskas prin ochii prietenilor și adversarilor) (editor: Vilius Kavaliauskas)